# Bigger, Stronger, Faster
Bigger, Stronger, Faster* (en español Más Grande, Más Fuerte, Más Rápido) es un documental del año 2008 dirigido por Christopher Bell. Su tema se centra en el uso de esteroides anabólicos como drogas para mejorar el rendimiento en los Estados Unidos y cómo esta práctica se relaciona con el llamado sueño americano.
El documental tuvo su estreno mundial el 19 de enero de 2008 en el Festival de Sundance 2008. Fue exhibido también en el Festival de Cine de Tribeca en abril de 2008, y tuvo un estreno limitado en Estados Unidos el 30 de mayo de 2008. La versión en DVD fue lanzada el 30 de septiembre del mismo año.

## Crítica
Rotten Tomatoes informó que el 96% de los críticos de cine dio comentarios positivos, a partir de 65 comentarios. La cinta también recibió tres de cuatro estrellas en la revista People y fue marcada como una "elección" de la Crítica (63/65 frescas). Metacritic informó que tuvo una puntuación media de 80 sobre 100, basada en 17 comentarios.
- Datos: Q3527668